# Miguel Rodríguez-Piñero
Miguel Rodríguez-Piñero y Bravo Ferrer, né le 17 février 1935 à Séville, est un universitaire et juriste espagnol.

## Biographie
Miguel Rodríguez-Piñero est président du Tribunal constitutionnel entre 1992 et 1995. Il siège ensuite au Conseil d'État.